# Chrysochalcissa olivacea
Chrysochalcissa olivacea är en stekelart som beskrevs av Girault 1915. Chrysochalcissa olivacea ingår i släktet Chrysochalcissa och familjen gallglanssteklar.
Artens utbredningsområde är Papua Nya Guinea. Inga underarter finns listade i Catalogue of Life.